# Tryggvi Þórhallsson
Tryggvi Þórhallsson (født 9. februar 1889, død 31. juli 1935) var en islandsk politiker fra Framsóknarflokkurinn. Han var Islands statsminister fra 28. august 1927 til 3. juni 1932 og den første fra sit parti, der blev regeringsleder.